# 中南大学计算机学院
中南大学计算机学院是中南大学下属二级学院。由原来的中南大学信息科学与工程学院与软件学院于2019年重组成立。

## 沿革
学院由原来的中南工业大学（今中南大学）信息科学与工程学院、湖南医学院（今中南大学湘雅医学院）电子计算机中心、长沙铁道学院（今中南大学铁道校区）信息工程学院和计算中心于2002年合并组建中南大学信息科学与工程学院。2017年，在教育部第四轮学科评估中计算机科学与技术获评为A-。2019年，信息科学与工程学院与软件学院重组，成立自动化学院和计算机学院。2021年，学院进入教育部首批特色化示范性软件学院名单。

## 学院概况

### 研究机构

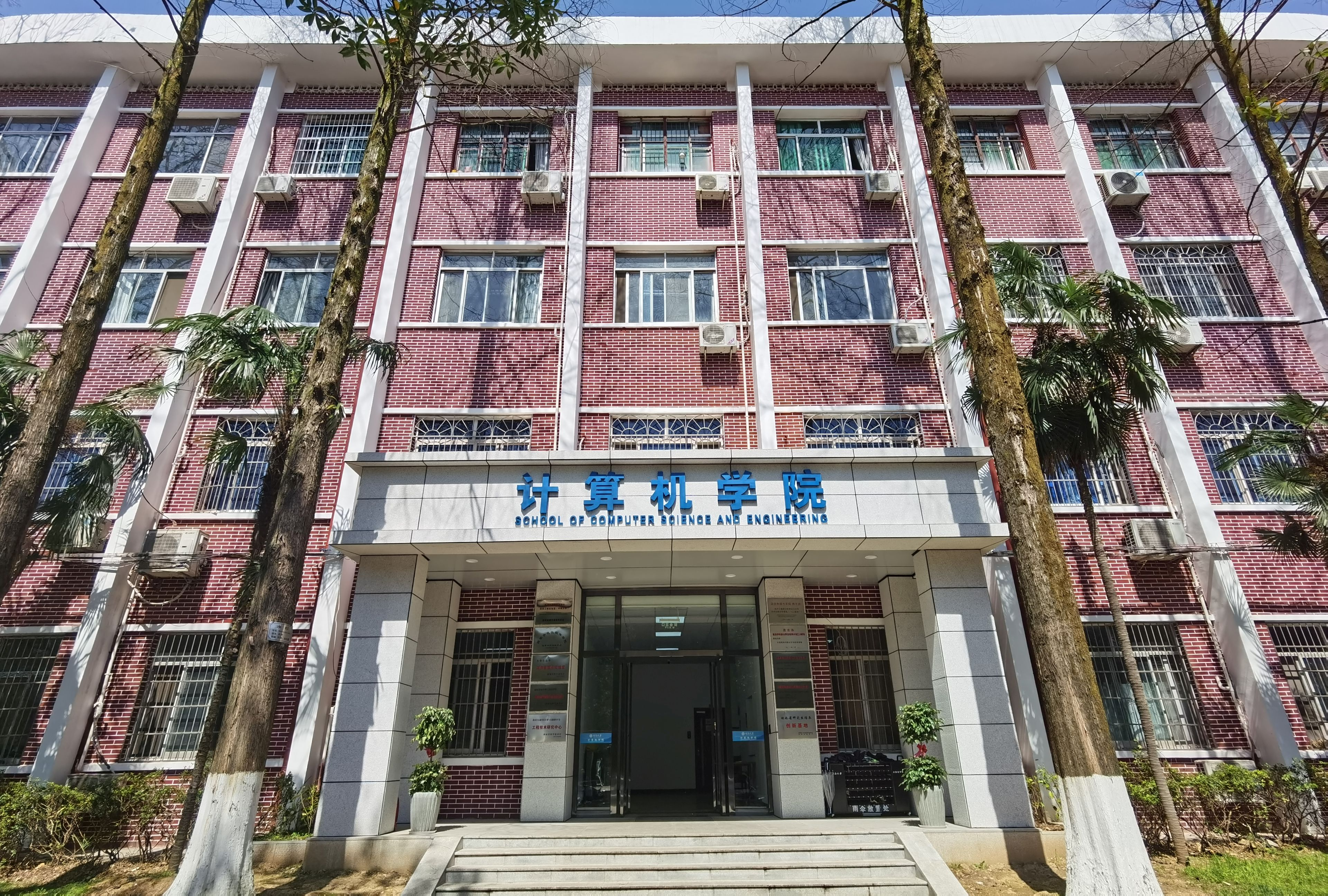
中南大学计算机楼（校本部）

- 计算机科学系
- 软件工程系（国家首批一流专业建设点）
- 数据科学与工程系
- 通信工程系
- 网络空间安全系
- 计算机基础教学中心
- 教学实验中心
- 中南大学大数据研究院（挂靠）
- 医疗大数据应用技术国家工程实验室[3]

## 外部连接

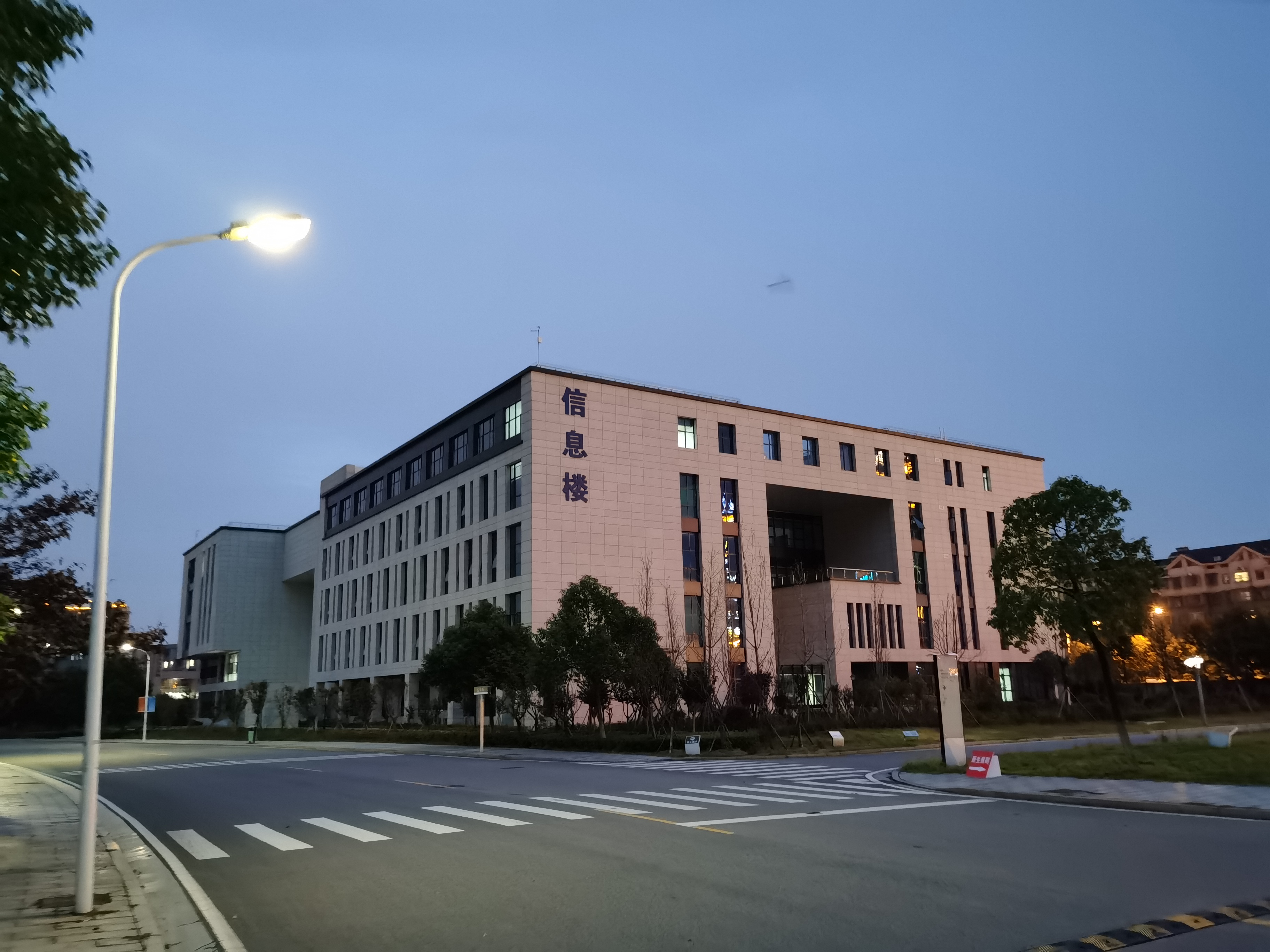
中南大学信息大楼（新校区），目前由中南大学自动化学院和计算机学院使用

中南大学大数据研究院 （页面存档备份，存于）